# 5106 Mortensen
5106 Mortensen este un asteroid din centura principală de asteroizi.

## Descriere
5106 Mortensen este un asteroid din centura principală de asteroizi. A fost descoperit pe 19 februarie 1987 la Brorfelde de Poul Jensen. El prezintă o orbită caracterizată de o semiaxă mare de 3,02 ua, o excentricitate de 0,12 și o înclinație de 10,9° în raport cu ecliptica.